# Logitech
Logitech je švicarska tvrtka koja se bavi proizvodnjom računalnog hardvera te uslugama na području informacijskih tehnologija. Tvrtka je osnovana 1981. godine sa sjedištem u Romanel-sur-Morges (Logitech S.A., Logitech Europe S.A.) i Apples (Logitech international S.A.). 

## Proizvodi
Najpoznatiji proizvodi je periferna oprema za računala, kao što su web-kamere, tipkovnice i miševi.
Logitech je vodeća tvrta u svijetu u segmentu bežične periferne opreme za računala, a u fiskalnoj 2008. godini je ostvarila promet od 2,4 milijardi američkih dolara.

## Vanjske poveznice
- Službene stranice tvrtke